# Гимнастический ролик

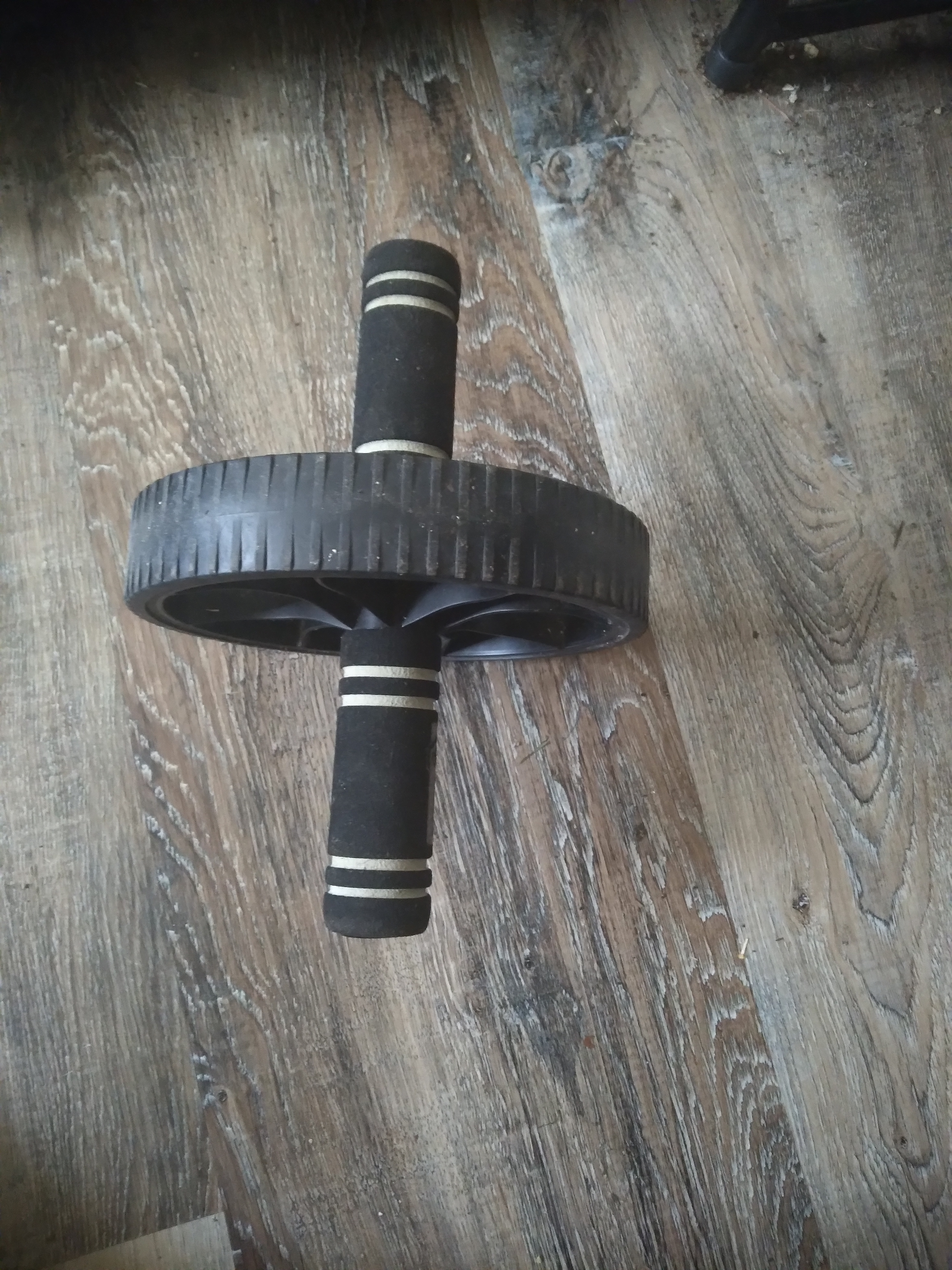
Гимнастический ролик

Гимнастический ролик (ролик для пресса, колесо для пресса, гимнастическое колесо, колесо для фитнеса и др.) — спортивный снаряд в виде колеса с двумя рукоятками по бокам.

## Описание
При занятиях необходимо держать ролик в вытянутых руках и, упираясь на колени или носки (при хорошей физической форме), медленно катить снаряд по полу вперёд, после чего возвращаться в исходное положение. Повышение нагрузки достигается путём увеличения амплитуды движения и числа повторов упражнений.
Несмотря на простоту конструкции, гимнастический ролик является очень эффективным снарядом, так как в ходе тренировок сразу задействован широкий спектр мышц — брюшного пресса (прежде всего), груди, спины, рук и ног, которые одновременно получают существенную нагрузку. Другими достоинствами являются компактность и возможность заниматься даже дома. Недостатком является то, что для выполнения упражнений с гимнастическим колесом требуется хорошая физическая подготовка, вследствие чего занятия с этим снарядом для новичков сопряжены с некоторыми трудностями. Помимо этого, при выполнении упражнений возможна потеря равновесия (с последующим падением набок), а также перенапряжение мышц с целью предотвращения падения.

## Модификации
Существуют различные модификации снаряда, в частности ролик с двумя и четырьмя колёсами, с механизмом возврата, со смещённым центром тяжести. Большее количество колёс помогает удерживать равновесие, а механизм возврата позволяет затрачивать меньше усилий при возвращении в исходное положение, что делает занятия доступными для начинающих.

## В массовой культуре
В фильме «Влюблён по собственному желанию» С.Микаэляна главный герой Игорь Брагин (бывший спортсмен) подарил своей подруге Вере для занятий физкультурой дома именно гимнастический ролик.